# Veen (landschapstype)

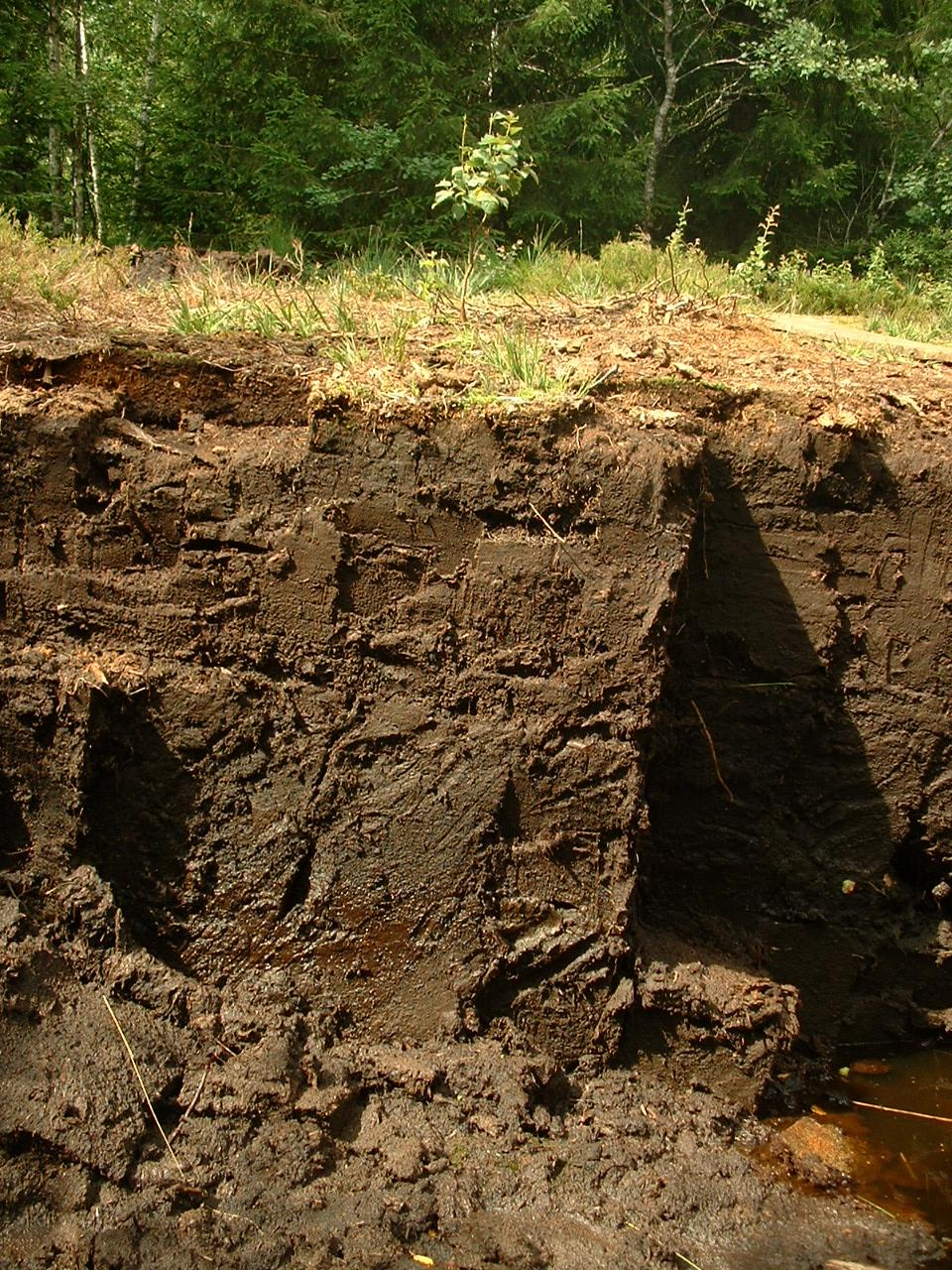
Afgestoken veenlaag

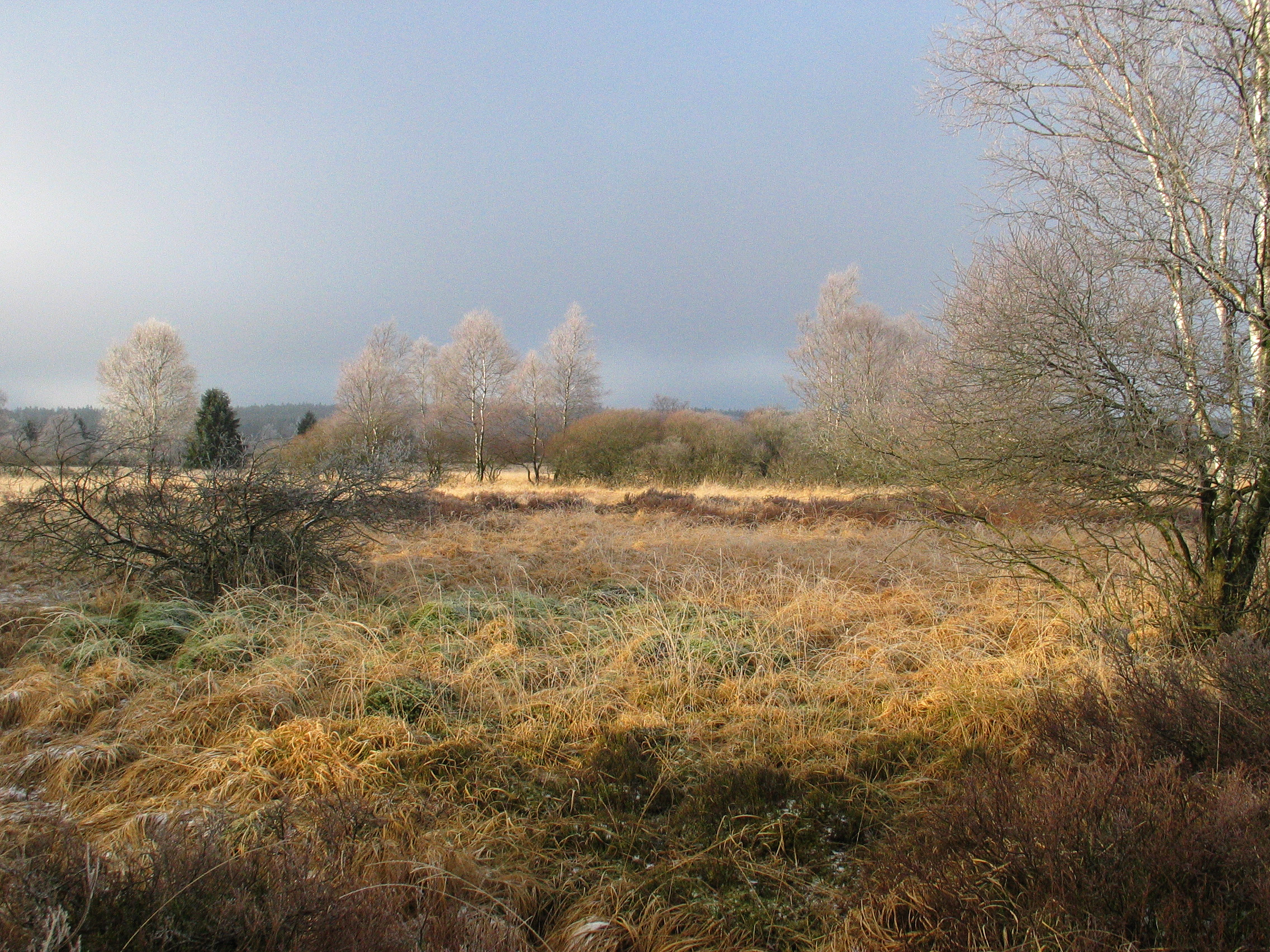
Hoge Venen, België

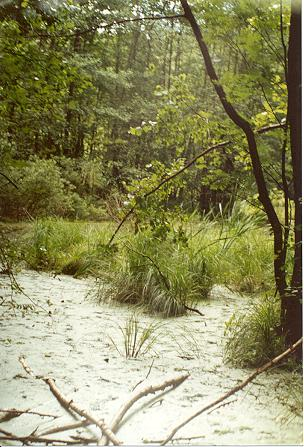
Veenvormend moerasbos in Polen

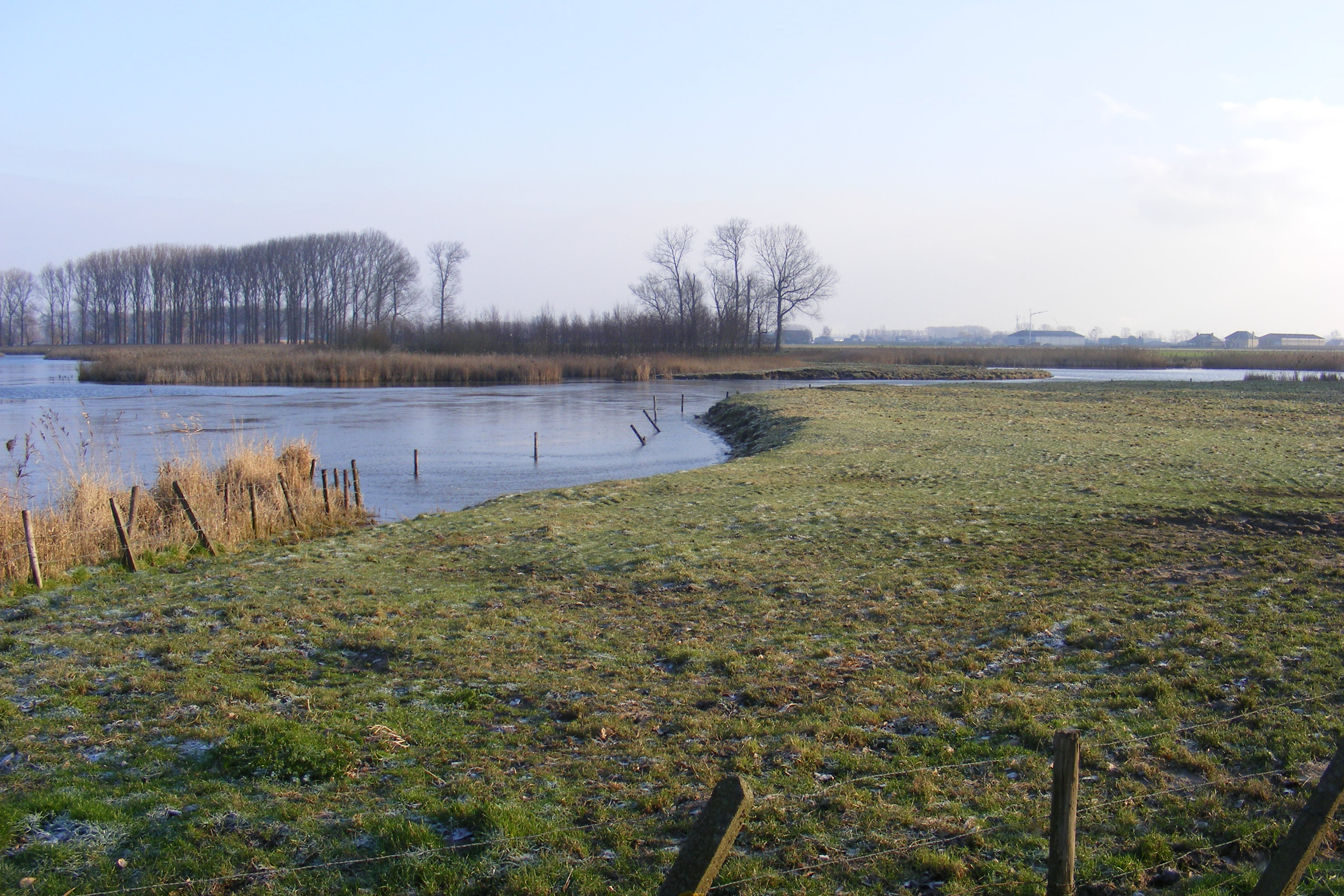
Veenlens in de Grote Geule, België

Veenlandschap is een landschapstype, waarvan de bodem uit veen bestaat. Veen is een natte, sponsachtige grondsoort die bestaat uit gehumificeerd,  plantaardig materiaal. Veen ontstaat doordat afgestorven, in het moeras afgezonken moerasplanten bewaard blijven. De natte, zuurstofarme omstandigheden belemmeren de biologische afbraak van het materiaal door zuurstofminnende micro-organismen of reducenten. Veen is een voorbeeld van een sedentaat, een ter plaatse gevormde grondsoort.
In Noord- en West-Nederland worden de uitgestrekte veengebieden al honderden jaren als weidegebied voor koeien gebruikt. Gedroogd veen is bruikbaar als brandstof (turf), bodemverbeteraar of bouwmateriaal. Drassige veengebieden of veenmoerassen werden vroeger ook wel moer genoemd. Veen op grote diepte, langdurig blootgesteld aan toenemende druk en temperatuur, verandert in bruinkool of steenkool.

## Veenvorming
Normaal gesproken wordt dood plantenmateriaal door bacteriën en schimmels in zuurstofrijke omstandigheden snel afgebroken. Vooral bij hoge temperaturen en droge omstandigheden gaat de afbraak door deze micro-organismen snel, dankzij de aanwezigheid van voldoende zuurstof die deze organismen nodig hebben voor hun stofwisseling (celademhaling). Bij deze aerobe afbraak worden water en koolstofdioxide gevormd. Bij de afwezigheid van zuurstof treedt anaerobe afbraak op, waarbij methaan wordt gevormd. In natte (onder water staande), en daardoor zuurstofarme, milieuomstandigheden gaat de afbraak langzamer dan de ophoping van afgestorven plantaardig materiaal, waardoor veenvorming optreedt. Veen komt vooral voor in gematigde, vochtige streken.
In Nederland en België is het meeste veen gevormd in het atlanticum, waarschijnlijk door het vochtoverschot dat optrad door de overgang van naaldbos naar loofbos in die periode, en de stijging van de grondwaterspiegel onder invloed van de zeespiegelstijging.

## Indeling
Veensoorten verschillen sterk, ze kunnen worden ingedeeld op basis van respectievelijk: de ligging ten opzichte van het grondwater, de mate van voedselrijkdom en de dominante plantensoorten-samenstelling.
| Indeling van veenvegetaties naar klimaat en bodem | Indeling van veenvegetaties naar klimaat en bodem | Indeling van veenvegetaties naar klimaat en bodem | Indeling van veenvegetaties naar klimaat en bodem | Indeling van veenvegetaties naar klimaat en bodem |
| Hoofdgroepen:                                     | \| H o o g v e e n \| ↔ \| L a a g v e e n \|     | \| H o o g v e e n \| ↔ \| L a a g v e e n \|     | \| H o o g v e e n \| ↔ \| L a a g v e e n \|     | \| H o o g v e e n \| ↔ \| L a a g v e e n \|     |
| ------------------------------------------------- | ------------------------------------------------- | ------------------------------------------------- | ------------------------------------------------- | ------------------------------------------------- |
| Veentypen:                                        | Klimatische venen                                 | Klimatisch- topografische venen                   | Klimatisch- topografische venen                   | Topografische venen                               |
| Veentypen:                                        | Ombrogene venen                                   | Soligene venen                                    | Soligene venen                                    | Topogene venen                                    |
| Klimaat                                           | oceanisch, zeer nat                               | oceanisch, zeer nat                               | continentaal, droog                               | continentaal, droog                               |
| Vocht- voorziening                                | geheel afhankelijk van de regenval                | voldoende neerslag                                | voldoende neerslag                                | voldoende neerslag                                |
| Nutriënten                                        | grotendeels afhankelijk van de regenval           | beperkt nutriënten                                | beperkt nutriënten                                | voldoende nutriënten                              |
| Milieu                                            | oligotroof                                        | mesotroof                                         | mesotroof                                         | eutroof                                           |
| H o o g v e e n                                   | ↔                                                 | L a a g v e e n                                   |                                                   |                                                   |

| H o o g v e e n | ↔ | L a a g v e e n |

### Ligging ten opzichte van het grondwater
Uitgaande van de ligging ten opzichte van het grondwater tijdens de veenvorming, is de volgende indeling te maken:

#### Laagveen
Laagveen is ontstaat door grondwater in plassen, vijvers, poelen en grachten die lager liggen dan het grondwaterpeil  en die vaak relatief rijk zijn aan voedingsstoffen. Vaak is in laagveen een opeenvolging van toenemende verlanding te zien: limnisch veen wordt onder de waterspiegel gevormd, telmatisch veen in de zone rond de waterspiegel. Juist daarboven wordt terrestrisch veen gevormd, dat over het algemeen echter snel oxideert tijdens het uitdrogen. Vaak komt het veen in het laatste stadium zo hoog te liggen dat het zich isoleert van het regionale grondwater. Er treedt dan verzuring en hoogveenvorming op, onder invloed van voedselarm regenwater.

#### Hoogveen

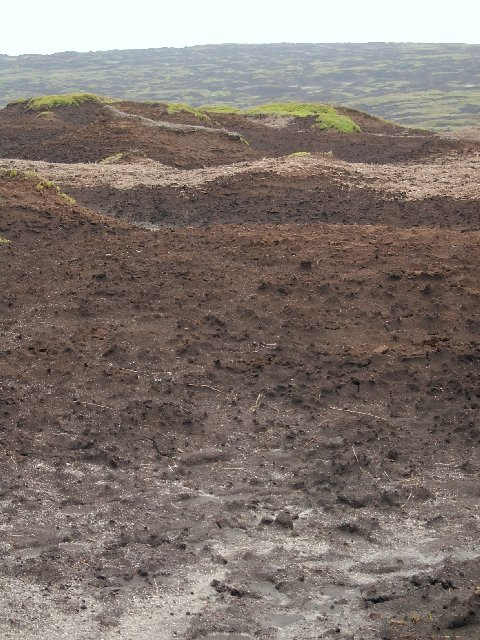
Hoogveenlandschap met zeer zure veengrond, de zgn. Moors, in het Peak District in Noord-Engeland

In vennen plassen  die hoger liggen dan het freatisch vlak is Hoogveen (ombrotroof veen) ontstaan onder invloed van regenwater en is daardoor oligotroof. Het belangrijkste vegetatie-bestanddeel zijn veenmossoorten (Sphagnum sp.), dat grote hoeveelheden water kan opnemen en in verzadigde toestand voor ruim 90 procent uit water bestaat. Bovendien kan veenmos goed in zure omstandigheden groeien, die ontstaan doordat regenwater uit zichzelf licht zuur is, en bovendien niet is gebufferd.
Hoogveen kwam op grote schaal voor met name op de Nederlandse zandgronden. Het is echter grotendeels afgegraven (vervening) voor de brandstofvoorziening. 
Voorbeelden van restanten van het Nederlandse hoogveen zijn: het Bargerveen bij Schoonebeek in Drenthe, het Aamsveen bij Enschede, de Engbertsdijksvenen bij Vriezeveen en in de Groote Peel in Noord-Brabant. In België vormen de Hoge Venen (Hohes Venn of Hautes Fagnes) een uitgestrekt hoogveengebied.
De bovenste hoogveenlaag (40-50 cm) wordt bonkaarde genoemd, en is niet geschikt om turf van te maken. Deze bonkaarde werd in de Groningse, Drentse en Friese veenderijen vermengd met de zandgrond die na het afgraven van het veen tevoorschijn kwam en vormde zo de dalgrond, die met goede bemesting en ontwatering een redelijk geschikte landbouwgrond vormt. In het Noordbrabantse hoogveengebied de Grote Peel gebeurde dit niet. Daar werd de 'vale turf', zoals men het noemde, verwerkt tot turfmolm.
De onderste laag (30-40 cm) wordt dargveen genoemd. Deze is sterk samengeperst en bevat vaak 'kienhout'. Dit zijn wortels en delen van stammen van bomen die in het veen nog als eventueel platgedrukte, maar wel herkenbare resten aanwezig zijn.

#### Verdronken hoogveen
Nog steeds wordt wel de indeling van veen naar de huidige ligging ten opzichte van het grondwaterniveau aangehouden. Men meende aanvankelijk dat het laaggelegen veen in West- en Noord-Nederland ook rond de waterspiegel, dus als laagveen, was ontstaan. Rond 1930 bleek echter veel van dit veen te bestaan uit veenmosveen, dat door de latere stijging van het grondwaterniveau was verdronken. Het idee dat natte vervening per definitie het gevolg van het afgraven van laagveen zou zijn bleek dus onjuist.
Bijvoorbeeld in de Nieuwkoopse plassen valt waar te nemen dat op zogenoemde rietkraggen de grondwater-afhankelijke begroeiing 'bol' gaat staan wanneer de zode van riet en lisdodden dikker wordt. Onder invloed van regenwater gaan zich daar dan plantensoorten vestigen als veenmos, zonnedauw, heidekartelblad en veenpluis, die een zuur regenwatermilieu nodig hebben. Zo ontstaat er uiteindelijk nieuw hoogveen.

### Trofiegraad
Gebaseerd op de trofiegraad is de volgende indeling te maken:
- eutroof veen: voedselrijk veen, ontstaan onder invloed van, soms slibhoudend, water, aangevoerd door rivieren of de zee (laagveen). Dit veen bestaat uit resten van broek- en ooibos (els, wilg, populier) en riet. Onder brakke omstandigheden of in dieper water is riet de dominante soort.
- mesotroof veen: is matig voedselrijk veen. Zeggesoorten zijn de dominante planten in dit type veen.
- oligotroof veen: voedselarm veen, dat wordt gevoed door regenwater (hoogveen). Dit type veen bestaat vooral uit afgestorven en levende veenmossen.

### Botanische indeling
Botanisch wordt veen ingedeeld naar de afgestorven plantensoorten die dominant en herkenbaar aanwezig zijn in de veenlaag. Deze verschillende soorten zijn een graadmeter voor de voedselrijkdom en de waterdiepte op het moment van veenvorming:
- rietveen: veen bestaande uit de resten van riet en andere waterplanten. Rietveen kan ontstaan in zoete tot brakke, voedselrijke milieus en wordt gevormd rond de grondwaterspiegel, tot een diepte van ongeveer 2 meter onder de grondwaterspiegel.
- zeggeveen: veen bestaande uit de resten van een vegetatie gedomineerd door zegge. Zeggeveen kan ontstaan in zoete, matig voedselrijke milieus rond de grondwaterstand, tot ongeveer een halve meter onder de grondwaterstand.
- bosveen: veen bestaande uit houtresten, kenmerkende soorten zijn els, wilg en populier. Bosveen kan zich vormen in zoete, voedselrijke milieus rond de grondwaterstand.
- veenmosveen: veen bestaande uit de resten van veenmos. Doordat veenmos veel water kan opzuigen, kan het hoogveen boven de regionale grondwaterspiegel uitgroeien. Hierdoor staat het onder invloed van regenwater, is het zeer zuur en voedselarm.

## Veengronden in Nederland
In grote delen van Holland, en ook elders in Nederland, is in de laatste 2500 jaar een dunne laag jonge zeeklei op het aanwezige veen afgezet. Dit resulteerde in de vorming van klei-op-veen gronden.

## Veenverzakkingen
Veenoxidatie of veenverzakking vindt zijn oorzaak in de aard van veen. Veen bestaat grotendeels uit plantaardig materiaal. Zoals elk organisch materiaal kan ook veen verteren door biologische afbraak door vooral aerobe (zuurstofminnende) microbiële reducenten. Als veen onder water staat, gaat dat verteren, door zuurstofgebrek, heel langzaam. Als de bodem geschikt wordt gemaakt voor agrarisch gebruik of voor woningbouw, wordt meestal het grondwaterpeil verlaagd. Dit heeft tot gevolg dat het plantaardige veenmateriaal in contact komt met zuurstof uit de lucht en daardoor oxideert, met als gevolg volume-afname; er treedt bodemdaling op. Deze oxidatie van de veenbodem is onomkeerbaar.
De vele honderden kilometers veenkade die Nederland kent zijn ontstaan door dit natuurlijke proces. Het veen van het achterland klonk in na oxidatie door ontwatering, maar de oevers langs de waterlopen bleven, met water verzadigd, op de oude hoogte. Als nu de waterstand tijdelijk daalt, en de kade de kans krijgt te verdrogen, is het optreden van verzakkingen en een dijkdoorbraak mogelijk. Dit heeft plaatsgevonden bij de kadebreuk van Wilnis in 2003.
Ook voor de aanleg van wegen en spoorlijnen wordt de waterstand soms verlaagd, waardoor uiteindelijk verzakkingen kunnen optreden. Een voorbeeld hiervan is Gouda. Door veenverzakkingen is de gemeente zodanig op kosten gejaagd dat ze bijna 40 jaar lang een artikel 12-status heeft gehad.

## Lijst van hoogveennatuurgebieden

### Nederland
Friesland
- Fochteloërveen

Drenthe
- Bargerveen
- Fochteloërveen
- Grollooërveen
- Witterveld
- Dalerpeel

Overijssel
- Aamsveen
- Engbertsdijkvenen
- Haaksbergerveen
- Wierdense veld

Gelderland
- Korenburgerveen
- Vragenderveen
- Wooldse Veen

Noord-Brabant
- Deurnese Peel
- Nationaal Park De Groote Peel (deels)
- Reuselse Moeren

Limburg
- Heidsche Peel
- Mariapeel
- Nationaal Park De Groote Peel (deels)

### België
- Hoge Venen

### Andere landen
- Esterweger Dose
- Internationaler Naturpark Bourtanger Moor-Bargerveen
- Teufelsmoor
- West-Siberisch Laagland
- Pocosin

## Lijst van laagveennatuurgebieden

### Nederland
Friesland
- Brandemeer
- De Deelen
- Groote Wielen
- Lindevallei
- Nationaal Park De Oude Venen
- Rottige Meenthe

Drenthe
- Friesche Veen

Overijssel
- Olde Maten en Veerslootlanden
- Weerribben
- De Wieden

Utrecht
- Botshol
- Gagelpolder
- Loosdrechtse Plassen
- Molenpolder
- Tienhovense Plassen
- Vinkeveense Plassen
- Polder Westbroek

Noord-Holland
- Ankeveense Plassen
- Eilandspolder
- Guisveld
- Ilperveld
- Kortenhoefse Plassen
- Loosdrechtse Plassen
- Naardermeer
- Oosteinderpoel
- Spiegel- en Blijkpolder
- Varkensland
- Waterland
- Wormer- en Jisperveld

Zuid-Holland
- Ackerdijkse Plassen
- Boezems van de Alblasserwaard
- Langeraarse plassen
- Nieuwkoopse plassen
- Reeuwijkse plassen
- Bergse Plassen

### België
- Het Torfbroek

- De Blankaart

### Frankrijk
- Marais Poitevin

## Plaatsnamen met 'veen' in de naam
- Aarlanderveen
- Amstelveen
- Anerveen
- Ankeveen
- Annerveenschekanaal
- Bakkeveen
- Barger-Oosterveen
- Barger-Erfscheidenveen
- Beneden Veensloot
- Boerveen
- Bonnerveen
- Bovenveen
- Boven Veensloot
- Bronnegerveen
- Bronsveen
- Buinerveen
- Daarlerveen
- Dalerveen
- Diepenveen
- Dinxterveen
- Drouwenerveen
- Ederveen
- Eeserveen
- Eexterveen
- Eexterveenschekanaal
- Gaarveen
- Gasselternijveen
- Gasselternijveenschemond
- Gasselterboerveenschemond
- Gieterveen
- Griendtsveen
- Heemserveen
- Heerenveen
- Helenaveen
- Holkerveen
- Hoogeveen
- Hooglanderveen
- Hoornderveen
- Hoornerveen
- Kamperveen
- Kibbelveen
- Klazienaveen
- Kolderveen
- Kolderveense Bovenboer
- Lauderzwarteveen
- Langeveen
- Manderveen
- Maarsseveen
- Middelveen
- Nieuw Annerveen
- Nieuwveen
- Nijeveen
- Nijeveensche Bovenboer
- Nijkerkerveen
- Odoornerveen
- Oostveen (Maartensdijk)
- Oud Annerveen
- Oud Veeningen
- Overveen
- Ranserveen
- Roelofarendsveen
- Rouveen
- Ruitenveen
- Schrapveen
- Sellingerzwarteveen
- Siddebuursterveen
- Soesterveen
- Surhuisterveen
- Tiendeveen
- Valkeveen (Gooi)
- Veelerveen
- Veen
- Het Veen
- 't Veen
- Veendam
- Veendijk (Bellingwedde)
- Veendijk (Westerveld)
- Veendijk (Slochteren)
- Veenendaal
- Veenhuizen
- Veeningen
- De Veenhoop
- Veenklooster
- Veenoord
- Veenwouden
- Vinkeveen
- Vledderveen (Stadskanaal)
- Vledderveen (Westerveld)
- Vriezenveen
- Wanneperveen
- Wapserveen
- Waverveen
- Waddinxveen
- Weerdingerveen
- Weiteveen
- Westerhaar-Vriezenveensewijk
- Wilsveen
- Witteveen (Midden-Drenthe)
- Witteveen (De Wolden)
- Zouteveen (bij Schipluiden)
- Zeijerveen
- Zuidlaarderveen
- Zuidveen (Steenwijkerland)
- Zuiderveen
- Zwarteveen

Zutphen heeft geen 'veen' meer in de naam, maar is afgeleid van zuid-veen.